# Перский, Людвик
Лю́двик Пе́рский (пол. Ludwik Perski; 21 октября 1912, Варшава, Варшавская губерния, Царство Польское, Российская империя, ныне Польша — 28 декабря 1993, там же) — польский кинорежиссер и сценарист.

## Биография
В 1930—1932 годах учился в Торговой академии в Вене. Один из основателей Товарищества любителей кино «Старт» (1930). В 1929—1942 годах — ассистент оператора и режиссёра у Эугениуша Ценкальского, Александра Форда и других. В годы Второй мировой войны находился в СССР (в Киеве, а затем в Ташкенте и в Ашхабаде). В 1943—1944 годах был членом киногруппы Войска Польского «Чолувка» (пол. Czoiowka). С 1946 года — режиссёр документальных фильмов о Варшаве, о людях искусства и о польско-советской дружбе.

## Память
- Известный польский кинорежиссёр Ян Ломницкий[пол.] снял документальный фильм о своём коллеге «Ludwik Perski. Krótkie wspomnienia z dlugiego zycia» (2000)

## Фильмография

### Режиссёр
- 1946 —  / Sprawa najwazniejsza
- 1947 — Варшава 1945–47 /
- 1950 — Юлиан Мархлевский[1] / Julian Marchlewski
- 1952 — Варшава / Warszawa
- 1953 — В цирке / W cyrku
- 1954 —  / Warszawa. Dokumenty walki, zniszczenia, odbudowy
- 1958 — Варшавянин в Киеве /
- 1960 — О Варшаве, но по-другому /
- 1960 — Мой театр /
- 1960 — Портрет дирижёра[2] / Portret dyrygenta
- 1962 — Ожидание / Oczekiwanie (с Витольдом Гершем)
- 1963 — Вроцлавская пантомима /
- 1964 — Миг воспоминаний 1944–1945 /
- 1966 — Гамлет × 5 / Hamlet X5
- 1968 — За вашу и нашу свободу / Za naszą i waszą wolność (Польша—СССР, с Леонидом Махначем)
- 1970 — Глазами друга /  (Польша—СССР, с Леонидом Махначем)
- 1971 — Тадеуш Бэрд — штрихи к портрету[3] /
- 1971 — 11 час. 15 мин. — повесть о королевском замке / Godzina 11.15
- 1973 — Замковая площадь, 4 /
- 1974 — Гражина Бацевич[4] /
- 1975 — Рассказы о дружбе /  (Польша—СССР, с Леонидом Махначем)
- 1977 — О Варшаве ещё раз / O Warszawie raz jeszcze
- 1979 — На Хелмской /  (с Юзефом Гембским[пол.])
- 1983 — Я всегда был счастливым человеком /
- 1990 —  / Mongrel
- 1990 —  / Agaton
- 1990 —  / The Uprising
- 1990 —  / Dawno temu cichociemny. Stanisław Jankowski
- 1993 —  / Halina we wspomnieniach Mariana Brandysa

### Сценарист
- 1953 —  / Preparat 'T'
- 1954 —  / Warszawa. Dokumenty walki, zniszczenia, odbudowy
- 1962 —  / Oczekiwanie
- 1990 —  / Mongrel
- 1990 —  / Agaton
- 1990 —  / The Uprising
- 1990 —  / Dawno temu cichociemny. Stanislaw Jankowski
- 1992 —  / Ja, komediant
- 1993 —  / Halina we wspomnieniach Mariana Brandysa

## Награды
- 1950 — Государственная премия ПНР («Юлиан Мархлевский»)
- 1953 — Государственная премия ПНР («Варшава»)
- 1953 — премия 14-го Венецианского кинофестиваля («Варшава»)
- 1962 — «Гран-при» за короткометражный фильм 15-го Каннского кинофестиваля («Ожидание»)
- 1962 — Специальный приз жюри за короткометражный фильм 15-го Каннского кинофестиваля («Ожидание»)
- 1968 — приз кинофестиваля в Кракове («За вашу и нашу свободу», с Леонидом Махначем)
- 1968 — приз кинофестиваля в Лейпциге («За вашу и нашу свободу», с Леонидом Махначем)
- 1970 — приз кинофестиваля в Лейпциге («Глазами друзей», с Леонидом Махначем)